# Rafinacja informacji sieciowej
Rafinacja informacji sieciowej (rafinacja sieciowa) – narzędzia pozyskiwania informacji z Internetu, które są rezultatem analizy treści zamieszczanych w Internecie. Istota rafinacji sieciowej tkwi w historycznie utrwalonym pojęciu białego wywiadu – pozyskiwania informacji, które w sposób zakamuflowany zawarte są w pozornie nieznaczącym przekazie. Rafinacja umożliwia prognozowanie zdarzeń, a nawet odczuć społecznych.
Narzędzia te służą do oceny stanu i ciągłego monitorowania dynamiki zmian treści sieciowych zasobów informacyjnych, ich dogłębnej analizy w rezultacie dając kolejne instrumenty do bieżącej diagnozy obrazu badanego zjawiska społecznego.

## Przykłady
- Narzędzia Google’a do analizy treści ponad 5 milionów książek[1]
- Ocena (dane z Twittera) stanu emocjonalnego użytkowników Internetu w skali dnia, tygodnia i pór roku[2][3]
- Narzędzia mierzące sentyment użytkownika Sieci (sentiment analysis) do określonych zdarzeń, informacji, marek towarowych oraz towarów (Attentio)
- Szacowanie emocjonalnych odczuć na liczby, np. informacja o poczuciu szczęścia użytkowników Sieci[4]
- Szacowania aktualnej aktywności grypy na całym świecie niemal w czasie rzeczywistym[5]
- Diagnozowanie stanu i dynamiki zmian obrazu informacyjnego o kandydatach w okresie przedwyborczym[6]